# Asterina oreocnidegena
Asterina oreocnidegena är en svampart som beskrevs av Hosag. 2006. Asterina oreocnidegena ingår i släktet Asterina och familjen Asterinaceae.   Inga underarter finns listade i Catalogue of Life.